# Andrew Bird (Filmeditor)

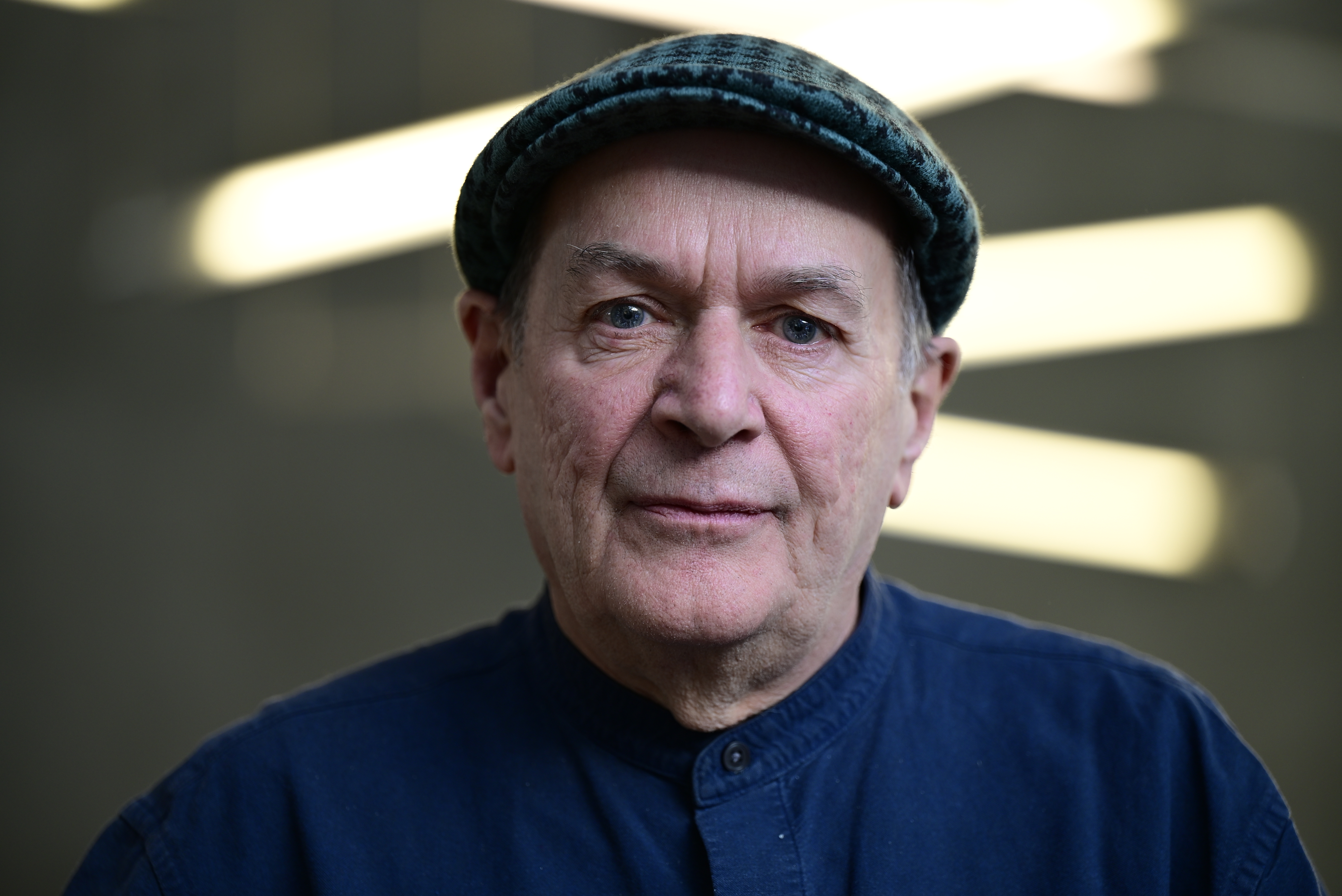
Andrew Bird (2025)

Andrew D. Bird (* 1957 in London) ist ein britischer Filmeditor und Übersetzer. Er lebt in Hamburg.

## Leben
Andrew Bird ist in den Bereichen Dialog-Regie, Script, Schnitt, Schnitt-Assistenz und Ton-Schnitt sowohl für Dokumentarfilme als auch Spielfilme tätig. Er hat an nahezu allen Filmen Fatih Akıns, die zahlreiche Auszeichnungen erhielten, mitgearbeitet.
2008 wurde Bird mit dem Deutschen Filmpreis in der Kategorie Bester Schnitt für seine Arbeit an dem Film Auf der anderen Seite (2007) ausgezeichnet. Im selben Jahr erhielt er auch einen der Preise des Verbandes der Deutschen Filmkritik. Für den Filmschnitt von Soul Kitchen erhielt er 2010 eine Nominierung für den Preis der deutschen Filmkritik sowie für den Deutschen Filmpreis.
Andrew Bird lebt seit Ende der 1970er Jahre in Hamburg und wurde 2013 zum Mitglied der Freien Akademie der Künste in Hamburg berufen. Er ist auch Mitglied der Deutschen Filmakademie.

## Filmografie (Auswahl)
- 1997: Back in Trouble
- 1998: Kurz und schmerzlos
- 1999: Absolute Giganten
- 2000: Im Juli
- 2001: Kriegerin des Lichts (Dokumentarfilm)
- 2001: Die Liebenden vom Hotel von Osman (Kurzfilm)
- 2001: Wir haben vergessen zurückzukehren (Dokumentarfilm)
- 2002: Solino
- 2003: Adam & Eva
- 2004: Gegen die Wand
- 2004: Europäische Visionen (Visions of Europe) (Segment Die alten bösen Lieder)
- 2006: Takva – Gottesfurcht
- 2007: Auf der anderen Seite
- 2007: Liebe und andere Verbrechen
- 2009: Soul Kitchen
- 2009: Die Gräfin
- 2009: Deutschland 09 (1 Episode)
- 2009: She, a Chinese
- 2011: The Future
- 2012: Müll im Garten Eden (Dokumentarfilm)
- 2012: Goldrausch – Die Geschichte der Treuhand (Dokumentarfilm)
- 2013: Lovely Louise
- 2014: The Cut
- 2016: Tschick
- 2017: Aus dem Nichts
- 2017: Die Legende vom hässlichen König (Dokumentarfilm)
- 2017: Die Familie
- 2019: Der Goldene Handschuh
- 2019: Kleine Germanen
- 2019: Gut gegen Nordwind
- 2022: Rheingold
- 2023: Berlin 1933 – Tagebuch einer Großstadt (Dokumentarfilm)
- 2024: Die Saat des heiligen Feigenbaums (دانه‌ی انجیر معابد)
- 2024: Perfect Match
- 2025: Amrum
- 2025: The Exposure